# Liste der Naturdenkmale in Seckach
| Naturdenkmale | Anzahl |
| ------------- | ------ |
| FND           | 1      |
| END           | 16     |
| Gesamt        | 17     |

Die Liste der Naturdenkmale in Seckach nennt die verordneten Naturdenkmale (ND) der im baden-württembergischen Neckar-Odenwald-Kreis liegenden Gemeinde Seckach. In Seckach gibt es insgesamt siebzehn als Naturdenkmal geschützte Objekte, davon ein flächenhaftes Naturdenkmal (FND) und sechzehn Einzelgebilde-Naturdenkmale (END).
Stand: 1. November 2016.

## Flächenhafte Naturdenkmale (FND)
| Name                     | Bild | Kennung     | Einzelheiten | Position | Fläche Hektar | Datum         |
| ------------------------ | ---- | ----------- | ------------ | -------- | ------------- | ------------- |
| Eicholzheimer See        |      | 82250911201 | Seckach      | ???      | 0,4           | 15. Sep. 1989 |
| Legende für Naturdenkmal |      |             |              |          |               |               |

## Einzelgebilde (END)
| Name                     | Bild | Kennung     | Einzelheiten | Position | Fläche Hektar | Datum         |
| ------------------------ | ---- | ----------- | ------------ | -------- | ------------- | ------------- |
| Birnbaum                 |      | 82250912409 | Seckach      | ???      | 0,0           | 1. März 1984  |
| Birnbaum                 |      | 82250912412 | Seckach      | ???      | 0,0           | 1. März 1984  |
| Dicke Buche              |      | 82250912411 | Seckach      | ???      | 0,0           | 1. März 1984  |
| Dorflinde                |      | 82250912401 | Seckach      | ???      | 0,0           | 1. März 1984  |
| Drei Birnbäume           |      | 82250912410 | Seckach      | ???      | 0,0           | 1. März 1984  |
| Eiche im Gewann Weinberg | BW   | 82250910000 | Seckach      | ⊙        | 0,0           | 17. März 2011 |
| Eiche                    |      | 82250912402 | Seckach      | ???      | 0,0           | 1. März 1984  |
| Eiche                    |      | 82250912408 | Seckach      | ???      | 0,0           | 1. März 1984  |
| Eiche                    |      | 82250912415 | Seckach      | ???      | 0,0           | 1. März 1984  |
| Eschen am Steni Herrgott |      | 82250912407 | Seckach      | ???      | 0,0           | 1. März 1984  |
| Feldahorn                |      | 82250912406 | Seckach      | ???      | 0,0           | 1. März 1984  |
| Feldbirnlesbaum          |      | 82250912404 | Seckach      | ???      | 0,0           | 1. März 1984  |
| Friedenseiche            |      | 82250912414 | Seckach      | ???      | 0,0           | 1. März 1984  |
| Kastanie                 |      | 82250912405 | Seckach      | ???      | 0,0           | 1. März 1984  |
| Sportplatzeiche          |      | 82250912413 | Seckach      | ???      | 0,0           | 1. März 1984  |
| Zwei Linden              |      | 82250912403 | Seckach      | ???      | 0,0           | 1. März 1984  |
| Legende für Naturdenkmal |      |             |              |          |               |               |